# Толл-подобный рецептор 3
TLR3 (толл-подобный рецептор 3, CD283) — мембранный белок, относится к группе толл-подобных рецепторов, обеспечивающих функционирование врождённого иммунитета. TLR3 связывает двухцепочечную РНК вирусов и, таким образом, играет важную роль в противовирусной защите организма. Обнаружен в 2001 году.

## Структура
TLR3 является интегральным мембранным белком, состоит из 904 аминокислот. Экстраклеточный регион молекулы белка состоит из цистеин-богатого N-концевого «шапочного» домена (Cap-домен), 23 лейцин-богатых доменов (LRR-домены) и второго цистеин-богатого домена. Лейцин-богатые домены формируют подково-образный соленоид, на внутренней стороне которого находятся участки гликозилирования (домены LRR10 и LRR18). Домены LRR12 и LRR20 значительно выступают из основной структуры молекулы рецептора, причём LRR20 является лиганд-связывающим участком. Трансмембранный домен состоит из единственной альфа-спирали. Цитоплазменный домен включает TIR-домен, связывающий адаптерные белки после активации рецептора.

## Функционирование

### Лиганды
Естественным лигандом рецептора является молекула двухцепочечной РНК. В силу своей симметричной природы РНКовый дуплекс обеспечивает связывание двух молекул TLR3, повёрнутых навстречу друг другу. Такая димеризация является сигналом, активирующим каскад последующих внутриклеточных процессов этого сигнального пути. В экспериментальных исследованиях используется аналог двухцепочечной РНК — поли(I:C). Чем длиннее этот полимер, тем лучше он активирует рецептор TLR3.

### Локализация
Данный рецептор находится на внешней плазматической мембране клетки и в мембране эндосом. Таким образом, клетка отвечает на проникновение вирусной РНК, которая попадает внутрь клетки в процессе эндоцитоза. Двухцепочечные РНК самой клетки находится в цитоплазме и в силу своей локализации не попадает в зону действия TLR3. Однако, при разрушении соседних клеток высвобождающаяся РНК может вступить во взаимодействие с ТЛР3, что может вызвать неблагоприятные реакции организма.